# شريان شفوي علوي
الشِّرْيانُ الشَّفَوِيُّ العُلْوِيّ (بالإنجليزية: superior labial artery) أو الفَرْع الشَّفَويّ العُلويّ للشِّريان الوَجهِيّ هو أكبر وأكثر نُتوءًا من الشِّريان الشَّفَويّ السُّفليّ.
يَتبَع مَساقًا مُشابِهًا على طول حافَّة الشَّفَة العُلويَّة مُتوضِّعًا بين الغِشاء المُخاطِيّ والعَضَلَة الدُّوَيْرِيَّة الفَمَوِيَّة، ويَتَفاغَر مع شِريان الجانِب المُعاكِس.

يروي الشِّفة العُلويَّة ويُعطي في مَساقِها وعائين أو ثلاثة أوعية تصعَد نحو الأنف؛ فرع حاجِزيّ يَتَفَرَّع عند حاجز الأنف على قدر نقطة الأنف، وفرع جَناحيّ يروي جناح الأنف.

## صور إضافيَّة

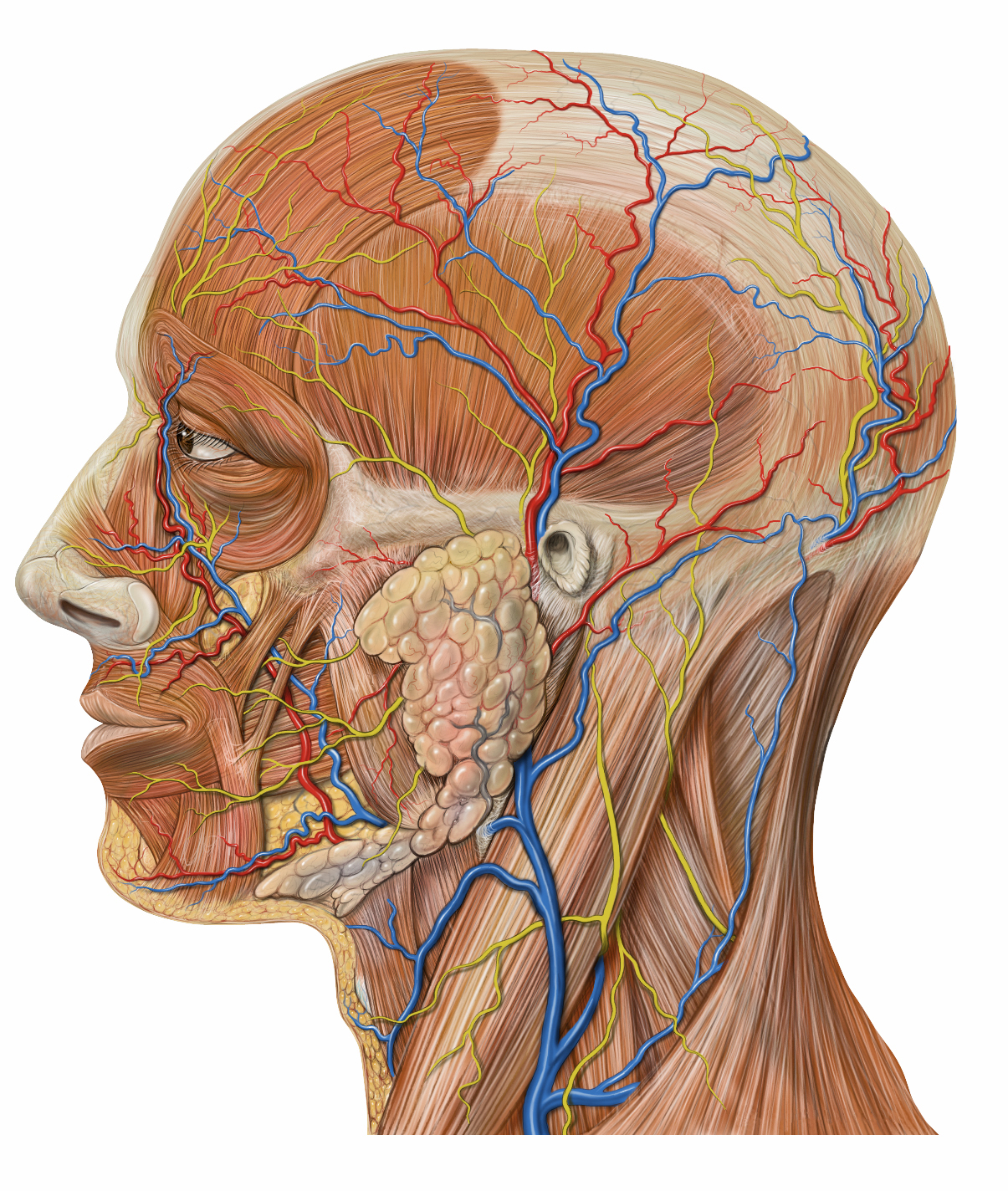
التفاصيل التشريحيَّة للجانب الوَحشيّ للوجه.
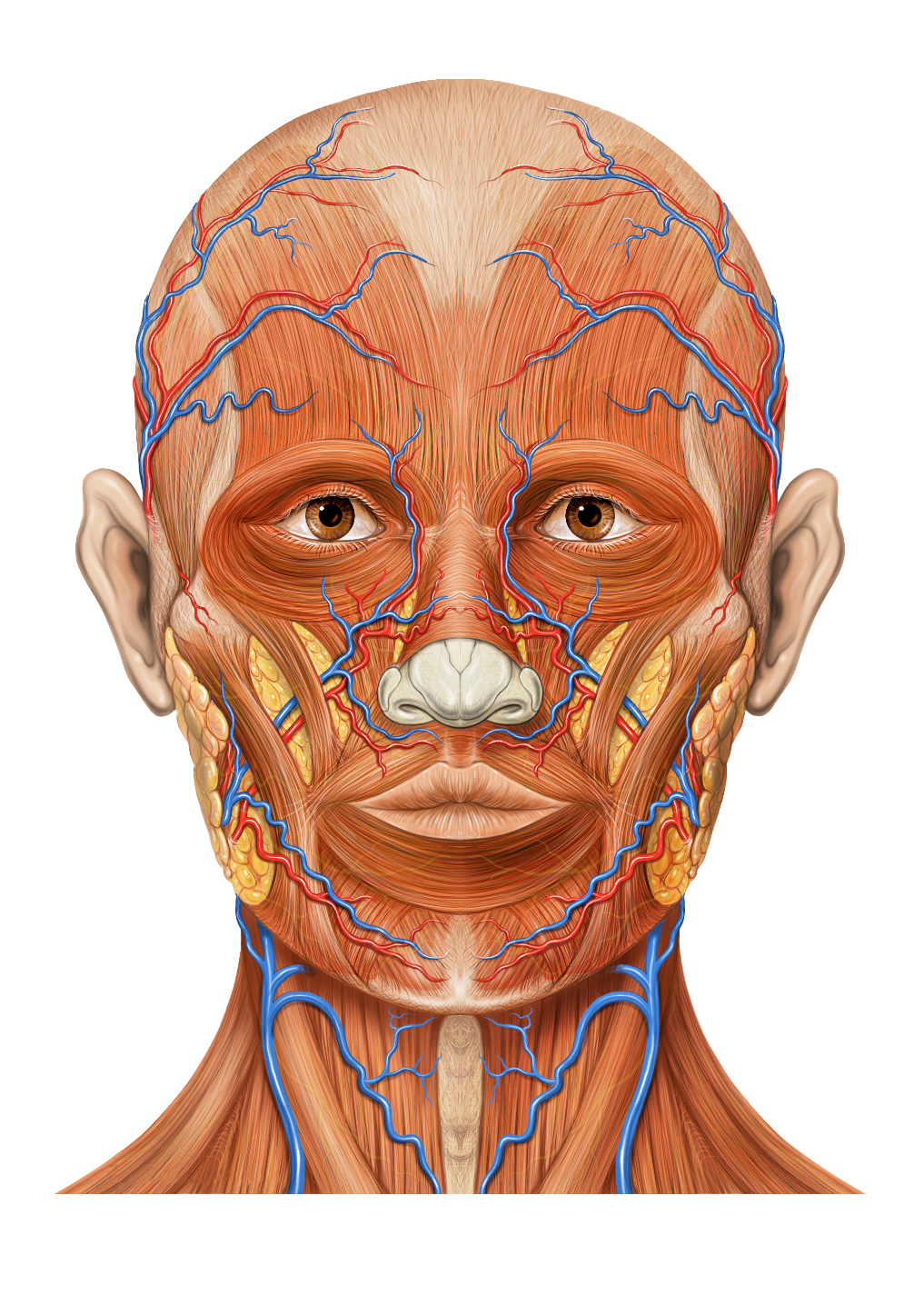
تشريح الوجه، منظر أماميّ.
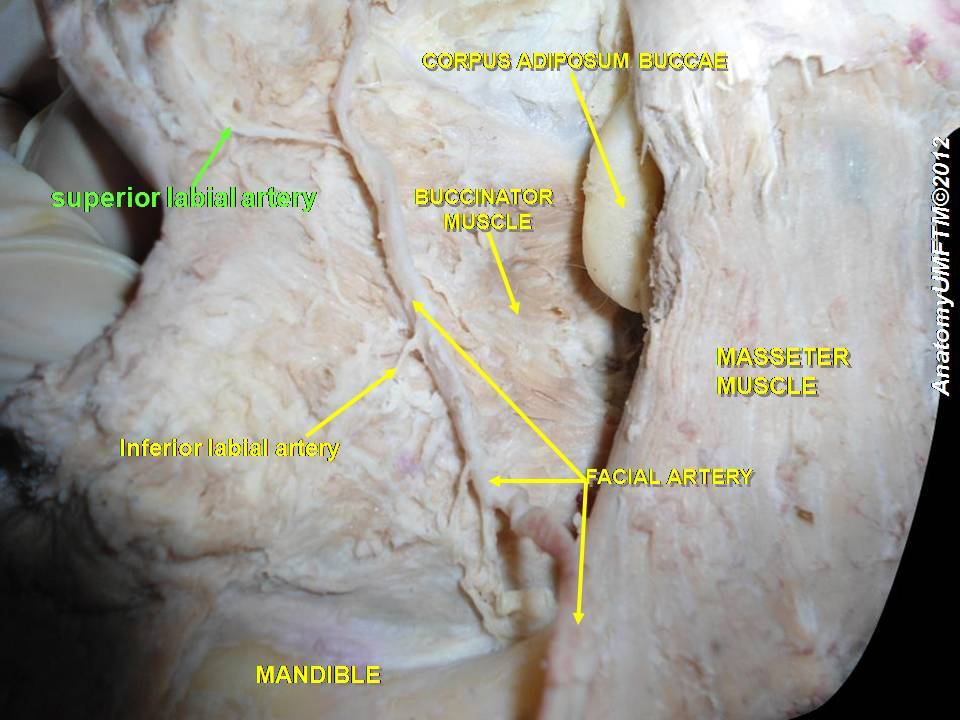
الشِّريان الشَّفويّ العُلويّ.

## روابط خارجيّة
- شكل تشريحي: 23:05-05 على موقع مركز سوني دونستات الطبي (تشريح بشري عبر الإنترنت). - "Superficial arteries of the face."
- درسٌ تشريحي حول lesson9 مُعدٌ بواسطة ويسلي نورمان (جامعة جورجتاون). (nasalseptumart)
- http://www.dartmouth.edu/~humananatomy/figures/chapter_47/47-5.HTM نسخة محفوظة 21 سبتمبر 2008 على موقع واي باك مشين.